# 민중의소리
민중의소리는 2000년 5월 15일에 창간된 대한민국의 진보 성향 인터넷 신문이다.

## 역사
민중의소리는 비제도권 대안 미디어로 출발해 점차 제도권 미디어들의 영역으로 그 취재범위를 넓혀왔다. 한국의 언론환경은 이른바 ‘출입처 시스템’을 통해 후발 주자들의 진출을 막는 것으로 유명한데, 민중의소리는 후발 주자로서는 처음으로 2008년 경찰청 출입 기자 자격을 획득했고, 이를 전후로 국회와 정부 부처들에 정식 취재 허가를 얻었다. 경찰청과 서울지방경찰청 정식 출입사 중 유일한 인터넷 매체다.
민중의소리는 2006년부터 2009년까지 월간말의 편집을 대행했다. 월간말은 군사독재 시절인 1985년 창간된 한국 최초의 저항 미디어인데, 지속적인 경영난을 겪은 (주)월간말은 2006년 이후 편집과 발행을 민중의소리에 위탁하였다. (주)월간 말은 2009년 편집권을 회수하였고, 이후 월간말은 더 이상 발행되지 않았다.
민중의소리는 포털이 지배하는 한국의 인터넷 뉴스 유통 시장에서 불리한 위치에 있었다. 이는 진보 매체 내에서도 급진적 성격이 두드러진다는 점과, 상대적으로 후발 주자라는 점이 작용한 것이다. 대신 민중의소리는 글로벌한 SNS 서비스에서 폭넓게 유통되고 있다. 2014년 발표된 새누리당 여의도연구소의 연구에 따르면 페이스북에서 인용되는 기사 출처에서 민중의소리는 전체 미디어 중 4위에 랭크됐다.

## 특징
민중의소리는 기성 매체들이 접근하기를 꺼렸던 진보적 의제와 현장에 대해 높은 밀착성을 보여왔다. 2002년 두 여중생이 미군 장갑차에 치여 숨진 사건을 보도한 공로로 민주언론상 대상을, 2009년 쌍용자동차 노동자들의 장기 공장 점거 당시 직접 공장 내에 진입해 보도한 공로로 민주시민언론상 본상을 수상한 것이 대표적이다.

## 수상경력
2002년 제14회 민주언론상 대상(취재팀)
2003년 제1회 언론인권상 본상 (편집국)
2005년 제7회 민주시민언론상 특별상 (김철수 기자)
2006년 제2회 인터넷기자상 (김도균 기자 외)
2008년 6.15공동선언실천남측위 언론본부 공로상 (윤원석 대표이사)
2009년 제11회 민주시민언론상 본상 (홍민철, 장명구 기자)
2009년 전주국제영화제 본상 3등 (서세진 감독)
2013년 서울독립영화제 우수작품상 (구자환 기자)

## 비판

### 통합진보당 부정 경선 사건관련
민중의소리가 통합진보당의 기관지가 아니냐는 비판은 지속적으로 제기되어 왔다. 민중의소리가 통합진보당 등 진보정당의 움직임을 다른 매체에 비하여 더 많이 보도하는 것은 사실로 보인다. 또 2012년 통합진보당의 경선 부정 의혹 당시 민중의소리는 통합진보당의 ‘당권파’의 입장에 가까웠는데, 이에 대해서는 당시 진보 매체를 포함한 대부분의 매체들이 사실을 오인한 보도를 지속한 점을 감안할 때 민중의소리는 사실 보도에 충실했다는 평가도 있다.

### 중립성 관련
대검찰청 국민마당의 한 제보에 의하면 2012년경 통합진보당 당원 메일로 이메일 뉴스를 발송하고 있었다고 한다. 정확하게 통합진보당과 민중의소리가 밀월관계인지는 드러나지 않았으나 통합진보당 구당권파에 대해 우호적인 태도로 일관한 걸로 보아 정치적 중립성을 상실했다는 평가가 존재한다.

### 천안함 피격사건 왜곡
2010년 3월 천안함 피격 사건이 일어나자 민중의 소리는 미군이 연관되어 있는 게 아니냐는 음모론을 제기했다. 이들은 서해상에서 한미연합훈련이 실시되고 있었다며 천안함 피격은 훈련 중 벌어진 오폭 사고이거나 미군의 소행 가능성을 주장하였다. 하지만 당시 청와대와 국방부를 포함한 정부 당국에서 명확한 공식 입장을 내놓지 않은 상황에서 훈련 정황만 가지고 쓴 ‘아니면 말고’ 식의 추측성 보도였다. 당시 기사에서는 ‘서해상 한·미 해군연합훈련’ 자료를 근거로 미군 이지스함이 2010년 3월23일 서해상 훈련에 돌입했다는 것 이외에 다른 팩트는 제시되지 않았으면서 천안함 음모론을 터트렸다. 2021년 현재까지도 천안함 음모론을 주장하고 있다.

## 같이 보기
- 노동당 (대한민국)
- 좌익 국민주의
- 진보당 (2017년 대한민국)
- 대한민국의 진보주의